# Drymophila cyanocarpa
Drymophila cyanocarpa là một loài thực vật có hoa trong Họ Loa kèn Peru. Loài này được R.Br. mô tả khoa học đầu tiên năm 1810.